# Redlica (przystanek kolejowy)
Redlica – nieistniejący przystanek kolejowy w Redlicy w Polsce, w województwie zachodniopomorskim, w powiecie polickim, w gminie Dobra.